# Zonas históricas de Estambul
Las zonas históricas de Estambul son un grupo de sitios en el distrito capitalino de Fatih en la ciudad de Estambul (Turquía). Estas áreas fueron agregadas a la lista del Patrimonio Mundial de la UNESCO en 1985.
Este sitio declarado Patrimonio de la Humanidad incluye edificios y estructuras como Sarayburnu, el Palacio de Topkapı, Santa Sofía, la Mezquita Azul, Santa Irene, la Mezquita Zeyrek, la Mezquita de Solimán, la Pequeña Santa Sofía y las Murallas de Constantinopla.

## Zonas
El sitio Patrimonio de la Humanidad abarca cuatro zonas, ilustrando las grandes fases de la historia de la ciudad a través de sus monumentos más prestigiosos:
- el parque arqueológico, que en 1953 y 1956 fue delimitado en la punta de la península;
- el barrio de Süleymaniye, protegido en 1980 y 1981;
- el barrio Zeyrek, protegido en 1979;
- la zona de las murallas, protegida en 1981.

## Contaminación
La contaminación del aire en Turquía, como el polvo fino del tráfico, es un problema grave en Estambul. Aunque la península histórica fue parcialmente peatonalizada a principios del siglo XXI, un estudio de 2015 concluyó que esta es la parte de la ciudad que más se beneficiaría de una zona de bajas emisiones. Sin embargo, a partir de 2022, todavía se decía que estaba "orientada al automóvil".